# Mörtsjön, Tyresta
Mörtsjön är en insjö i Tyresta nationalpark i Tyresö kommun. Sjön ingår i Åvaåns sjösystem.
Tillrinning till sjön sker från Långsjön och avrinning sker till Stensjön, varifrån avrinningen fortsätter via Lanan och Åvaån till Åvaviken i Östersjön.

## Bilder

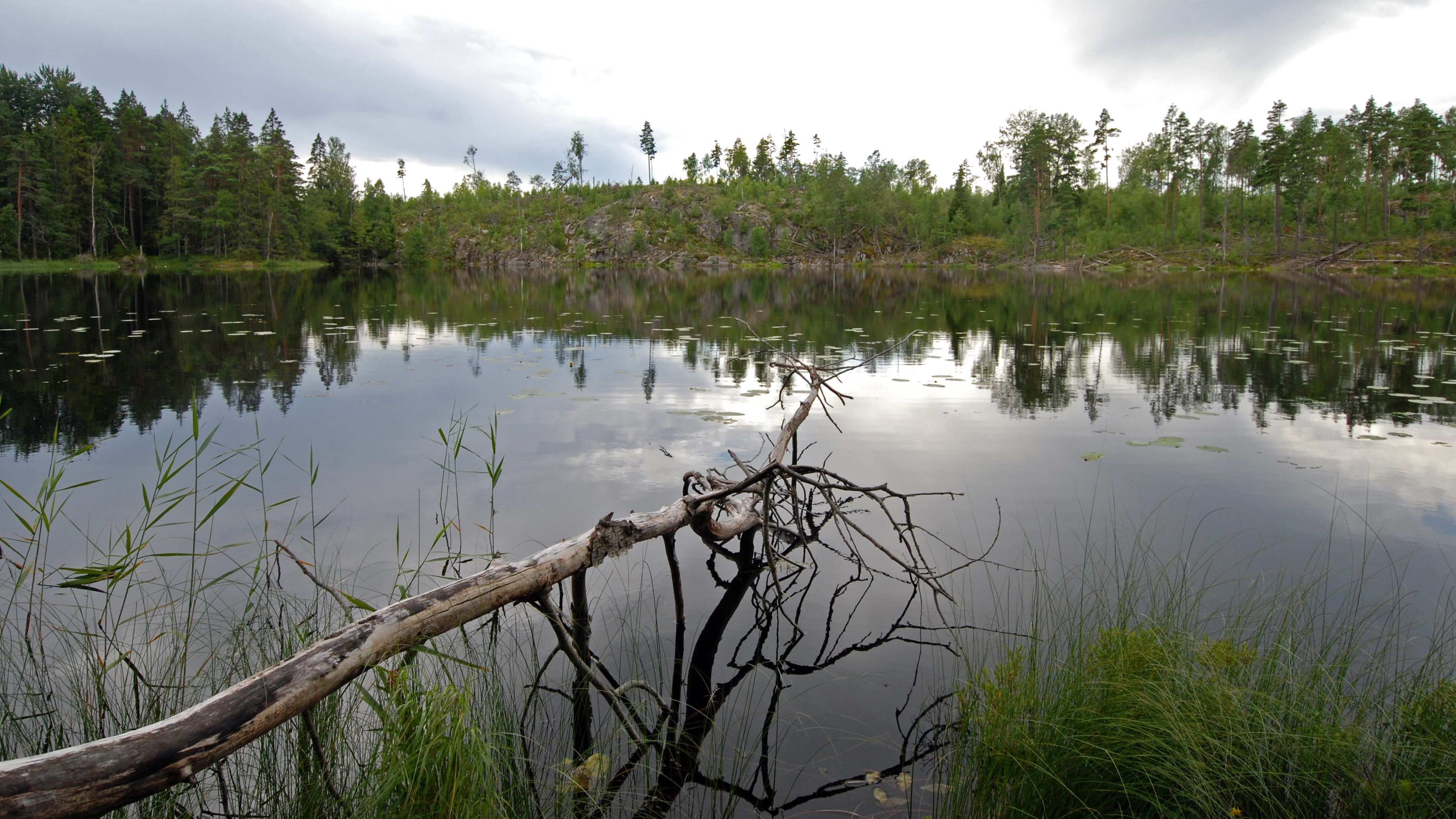
Vy åt sydväst från östra stranden.
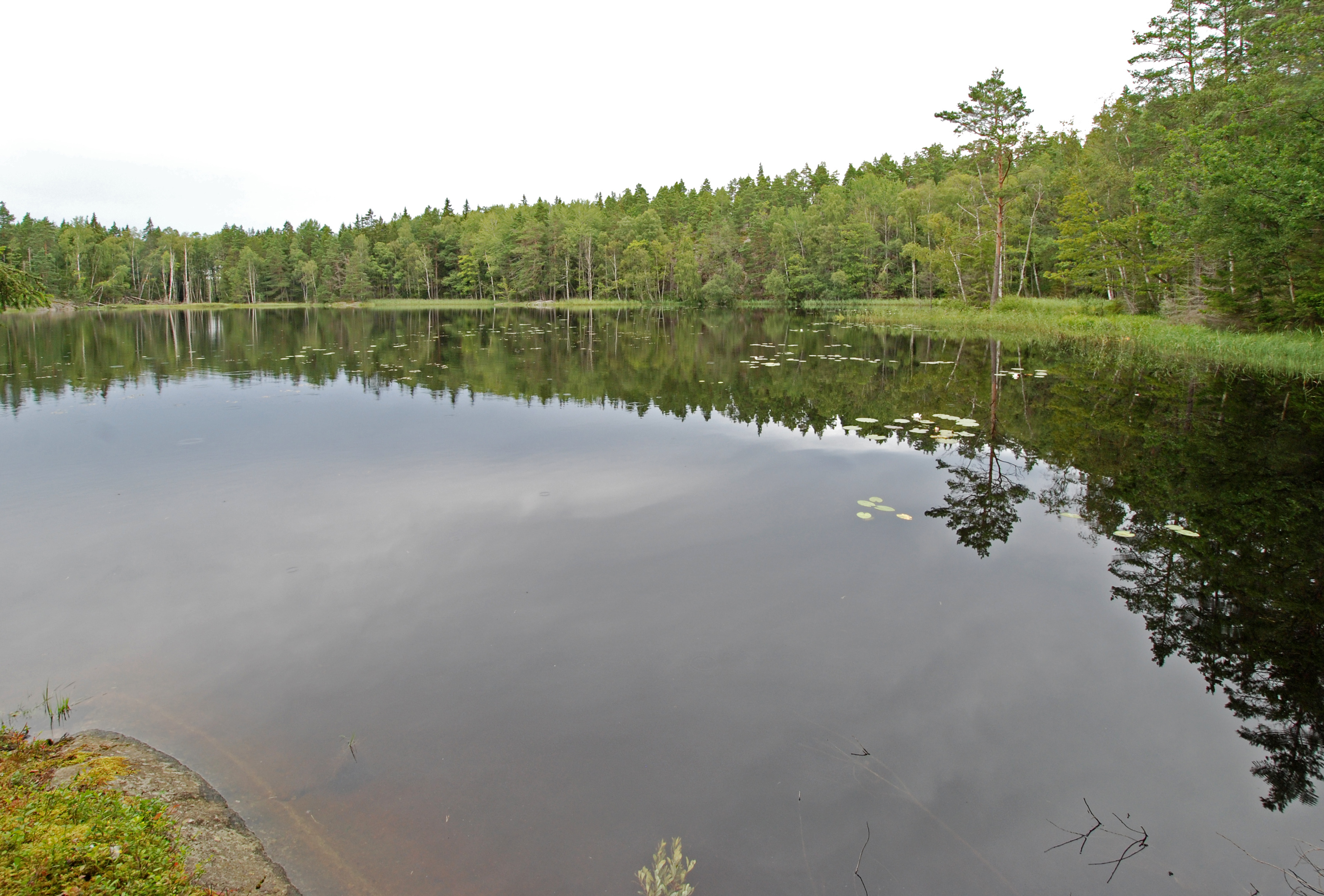
Vy år norr från syd-östra stranden.